# Orhidanta
Orhidanta (lat. Orchidantha), biljni rod od dvadesetak vrsta vazdazelenih trajnica iz porodice Lowiaceae, red Zingiberales. U porodicu su nekada bili uključivani i rodovi Protamomum i Lowia, ali su sve vrste tih rodova priključene rodu Orchidantha.
Rod orhidanta raširen je od južne Kine do Bornea.

## Vrste
1. Orchidantha anthracina H.Ð.Trần, Luu & Škorničk.
2. Orchidantha borneensis N.E.Br.
3. Orchidantha chinensis T.L.Wu
4. Orchidantha crassinervia P.Zou & X.A.Cai
5. Orchidantha fimbriata Holttum
6. Orchidantha foetida Jenjitt. & K.Larsen
7. Orchidantha grandiflora Mood & L.B.Pedersen
8. Orchidantha holttumii K.Larsen
9. Orchidantha inouei Nagam. & S.Sakai
10. Orchidantha insularis T.L.Wu
11. Orchidantha laotica K.Larsen
12. Orchidantha lengguanii Škorničk.
13. Orchidantha longiflora (Scort.) Ridl.
14. Orchidantha maxillarioides (Ridl.) K.Schum. in H.G.A.
15. Orchidantha megalantha Škorničk. & A.D.Poulsen
16. Orchidantha micrantha Škorničk. & A.D.Poulsen
17. Orchidantha quadricolor L.B.Pedersen & A.L.Lamb
18. Orchidantha ranchanensis Syauqina & Meekiong
19. Orchidantha sabahensis A.L.Lamb & L.B.Pedersen
20. Orchidantha sarawakensis Syauqina & Meekiong
21. Orchidantha siamensis K.Larsen
22. Orchidantha stercorea H.Ð.Trần & Škorničk.
23. Orchidantha suratii L.B.Pedersen, J.Linton & A.L.Lamb
24. Orchidantha vietnamica K.Larsen
25. Orchidantha virosa Škornick. & Q.B.Nguyen
26. Orchidantha yunnanensis P.Zou, C.F.Xiao & Škorničk.